# Lora Niro
Lora Niro (engl. Laura Nyro, Lora Nigro engl. Laura Nigro; 18. oktobar 1947 — 8. april 1997) bila je američki kompozitor, tekstopisac, pevačica i pijanista. Njen stil je bio mešavina bril bilding stila njujorškog popa, džeza, gospela, ritma i bluza, pozorišnih songova i roka. 
Bila je poznatija kao kompozitor, a manje kao izvođač. U periodu od 1968. do 1970. mnogi izvođači su sa njenim pesmama bili na vrhovima top-lista: grupa The 5th Dimension sa Blowing Away, Wedding Bell Blues, Stoned Soul Picnic, Sweet Blindness, Save The Country i Blackpatch; grupe Blood, Sweat & Tears i Peter i Paul & Mary sa And When I Die; grupa Three Dog Night sa Eli's Coming, te Barbra Strajsend sa Stoney End, Time and Love i Hands off the Man (Flim Flam Man). Ironično, njen najprodavaniji singl bio je njena izvedba pesme Kerol King i Džerija Gofina Up on the Roof.

## Diskografija
- (1967)
- (1968)
- (1969)
- (1970)
- (sa grupom Label) (1971)
- (1976)
- (1978)
- (1984)
- (1993)
- (posthumni album sniman od 1994-1995)

## Spoljašnje veze
- Zvanična internet prezentacija Архивирано на веб-сајту  (9. април 2005)
- Laura Niro na sajtu blogspot.com (језик: српски)
- Fan forum